# پی‌ای‌تی‌اچ (مترو)
پی‌ای‌تی‌اچ (انگلیسی: PATH) سیستم قطار شهری در نیوآرک، هریسون، هابوکن (ایالت نیوجرسی) و منهتن (نیویورک) است.
این مترو که در سال ۱۹۰۸ تأسیس شده دارای ۴ خط، ۱۳ ایستگاه و ۲۲٫۲ کیلومتر طول می‌باشد.

## نقشه

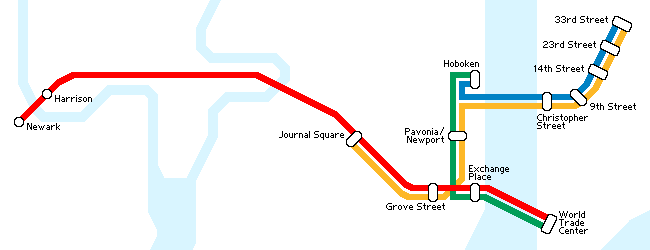
Map of PATH system (regular service)
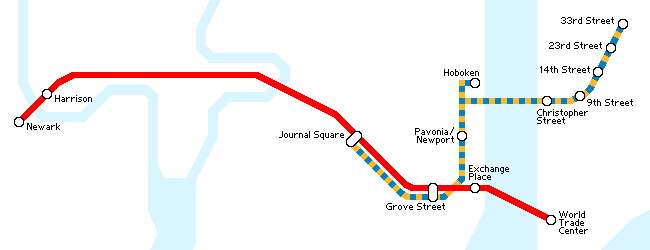
Map of PATH system (late-night hours and on weekends/holidays)
To-scale map of the PATH system

## نگارخانه

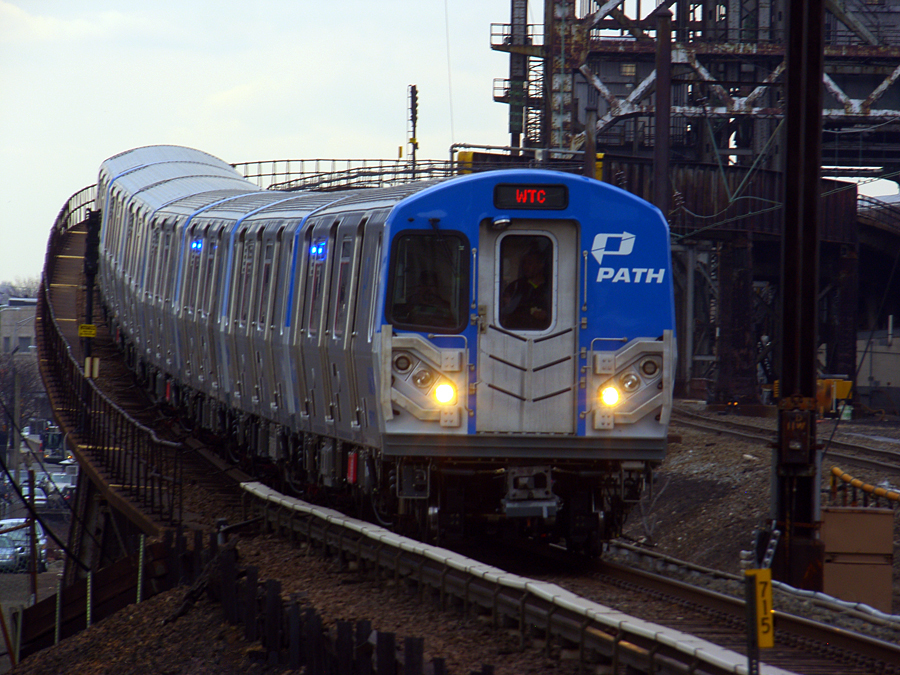
The new PA5 PATH cars in service on February 27, 2009
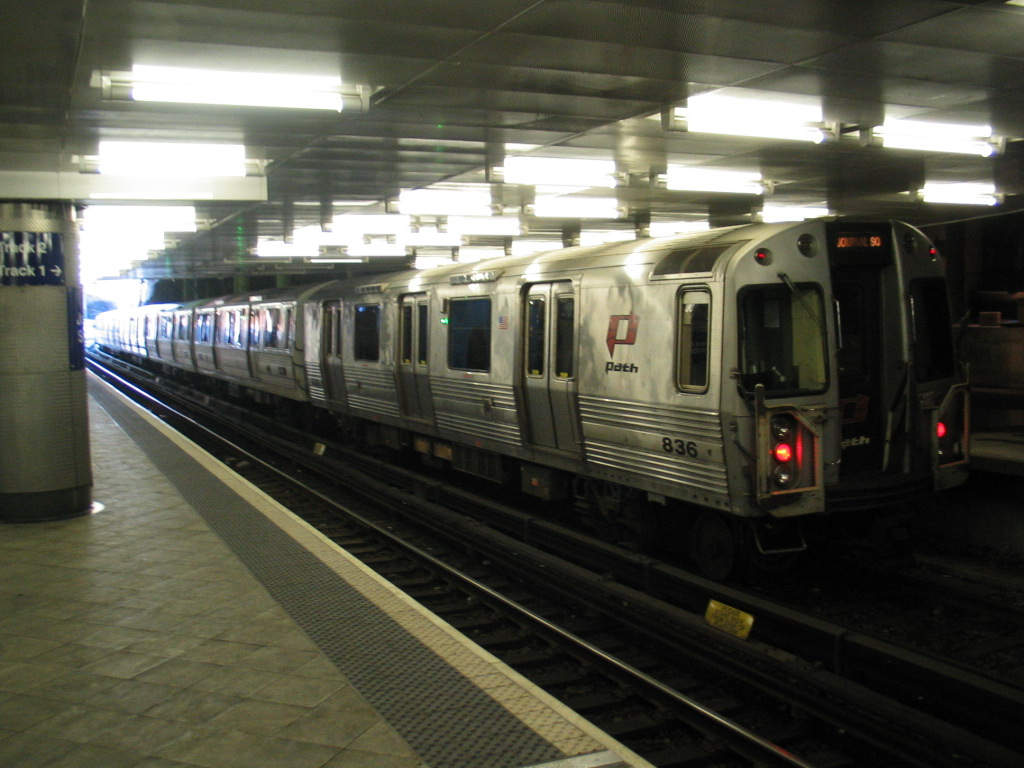
PA4 at Journal Square Transportation Center
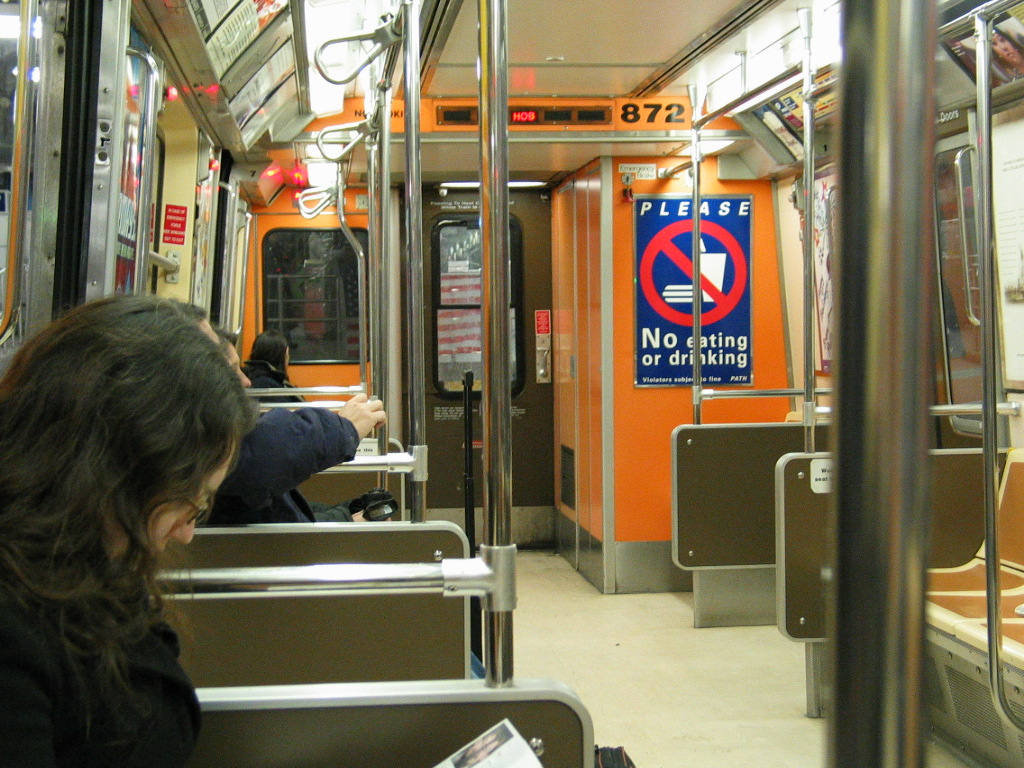
The front of a PA4 car, towards cab
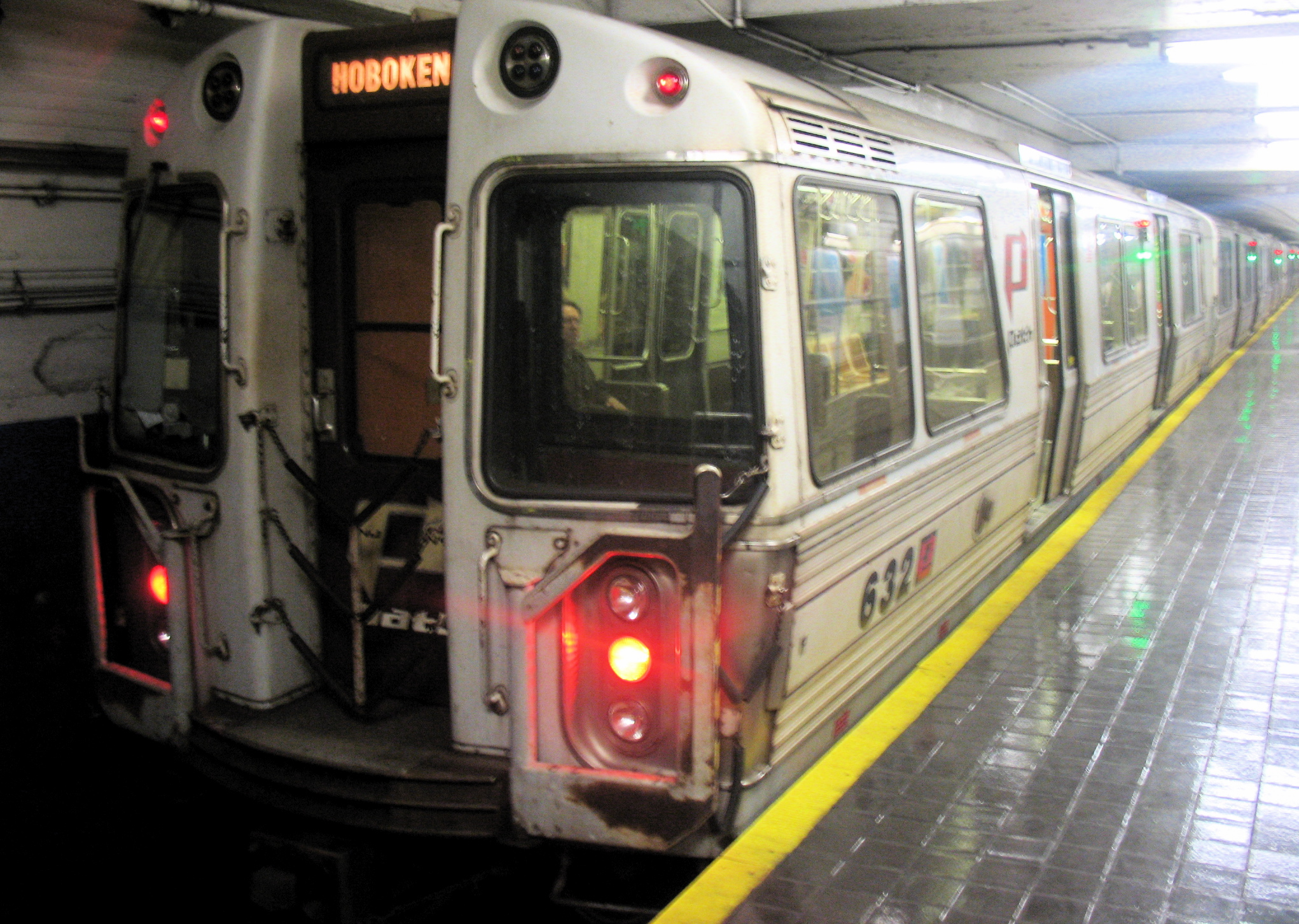
A PA1 model leaving the 14th Street station
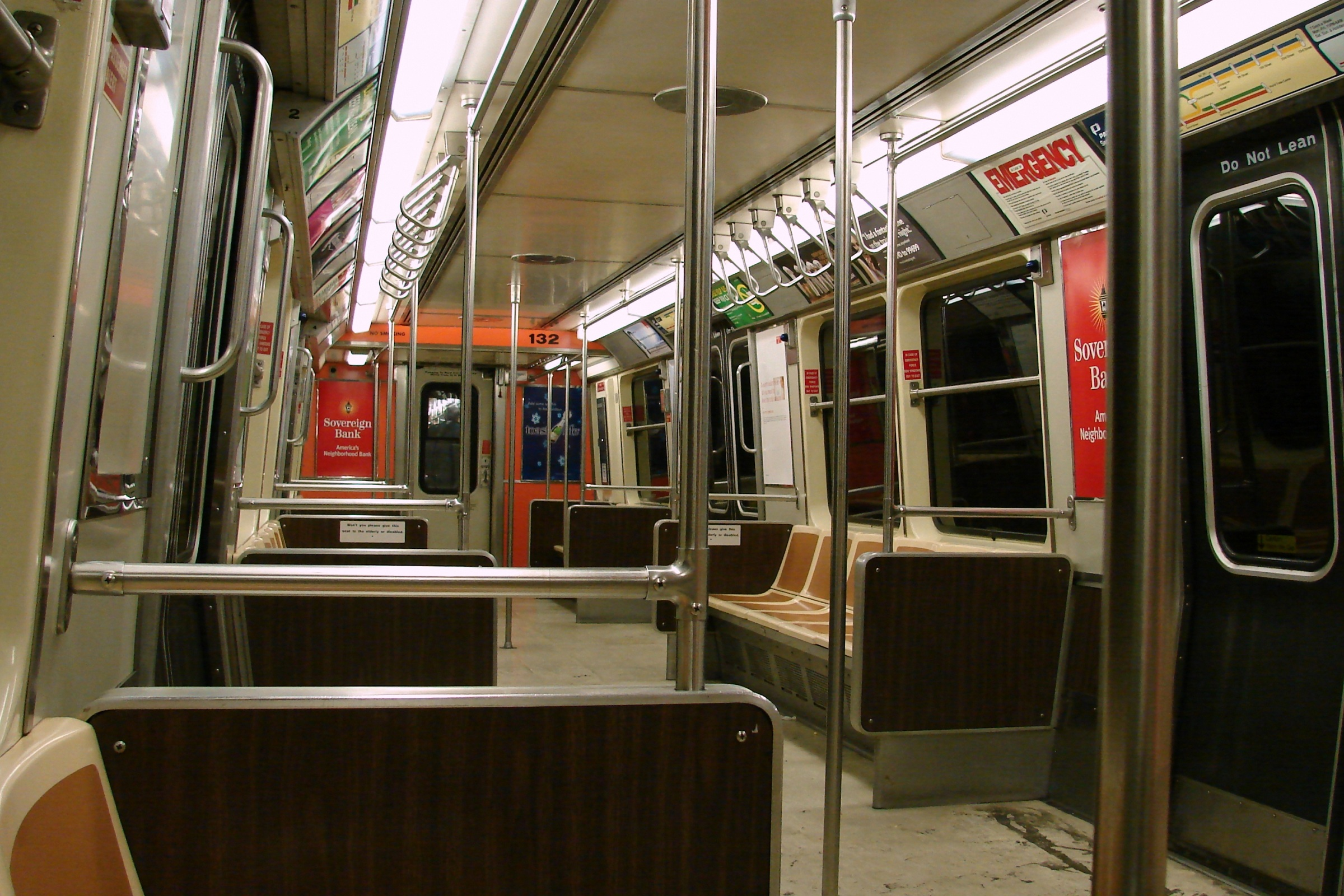
Inside a PA1 car